# Xadrez de Legan
|   | a | b | c | d | e | f | g | h |   |
| 8 | a8 preto rei · b8 preto cavalo · c8 preto bispo · d8 preto torre · e8 preto peão · a7 preto bispo · b7 preto rainha · c7 preto peão · d7 preto peão · a6 preto cavalo · b6 preto peão · c6 preto peão · a5 preto torre · b5 preto peão · d5 preto peão · h5 branco peão · a4 preto peão · e4 branco peão · g4 branco peão · h4 branco torre · f3 branco peão · g3 branco peão · h3 branco cavalo · e2 branco peão · f2 branco peão · g2 branco rainha · h2 branco bispo · d1 branco peão · e1 branco torre · f1 branco bispo · g1 branco cavalo · h1 branco rei | a8 preto rei · b8 preto cavalo · c8 preto bispo · d8 preto torre · e8 preto peão · a7 preto bispo · b7 preto rainha · c7 preto peão · d7 preto peão · a6 preto cavalo · b6 preto peão · c6 preto peão · a5 preto torre · b5 preto peão · d5 preto peão · h5 branco peão · a4 preto peão · e4 branco peão · g4 branco peão · h4 branco torre · f3 branco peão · g3 branco peão · h3 branco cavalo · e2 branco peão · f2 branco peão · g2 branco rainha · h2 branco bispo · d1 branco peão · e1 branco torre · f1 branco bispo · g1 branco cavalo · h1 branco rei | a8 preto rei · b8 preto cavalo · c8 preto bispo · d8 preto torre · e8 preto peão · a7 preto bispo · b7 preto rainha · c7 preto peão · d7 preto peão · a6 preto cavalo · b6 preto peão · c6 preto peão · a5 preto torre · b5 preto peão · d5 preto peão · h5 branco peão · a4 preto peão · e4 branco peão · g4 branco peão · h4 branco torre · f3 branco peão · g3 branco peão · h3 branco cavalo · e2 branco peão · f2 branco peão · g2 branco rainha · h2 branco bispo · d1 branco peão · e1 branco torre · f1 branco bispo · g1 branco cavalo · h1 branco rei | a8 preto rei · b8 preto cavalo · c8 preto bispo · d8 preto torre · e8 preto peão · a7 preto bispo · b7 preto rainha · c7 preto peão · d7 preto peão · a6 preto cavalo · b6 preto peão · c6 preto peão · a5 preto torre · b5 preto peão · d5 preto peão · h5 branco peão · a4 preto peão · e4 branco peão · g4 branco peão · h4 branco torre · f3 branco peão · g3 branco peão · h3 branco cavalo · e2 branco peão · f2 branco peão · g2 branco rainha · h2 branco bispo · d1 branco peão · e1 branco torre · f1 branco bispo · g1 branco cavalo · h1 branco rei | a8 preto rei · b8 preto cavalo · c8 preto bispo · d8 preto torre · e8 preto peão · a7 preto bispo · b7 preto rainha · c7 preto peão · d7 preto peão · a6 preto cavalo · b6 preto peão · c6 preto peão · a5 preto torre · b5 preto peão · d5 preto peão · h5 branco peão · a4 preto peão · e4 branco peão · g4 branco peão · h4 branco torre · f3 branco peão · g3 branco peão · h3 branco cavalo · e2 branco peão · f2 branco peão · g2 branco rainha · h2 branco bispo · d1 branco peão · e1 branco torre · f1 branco bispo · g1 branco cavalo · h1 branco rei | a8 preto rei · b8 preto cavalo · c8 preto bispo · d8 preto torre · e8 preto peão · a7 preto bispo · b7 preto rainha · c7 preto peão · d7 preto peão · a6 preto cavalo · b6 preto peão · c6 preto peão · a5 preto torre · b5 preto peão · d5 preto peão · h5 branco peão · a4 preto peão · e4 branco peão · g4 branco peão · h4 branco torre · f3 branco peão · g3 branco peão · h3 branco cavalo · e2 branco peão · f2 branco peão · g2 branco rainha · h2 branco bispo · d1 branco peão · e1 branco torre · f1 branco bispo · g1 branco cavalo · h1 branco rei | a8 preto rei · b8 preto cavalo · c8 preto bispo · d8 preto torre · e8 preto peão · a7 preto bispo · b7 preto rainha · c7 preto peão · d7 preto peão · a6 preto cavalo · b6 preto peão · c6 preto peão · a5 preto torre · b5 preto peão · d5 preto peão · h5 branco peão · a4 preto peão · e4 branco peão · g4 branco peão · h4 branco torre · f3 branco peão · g3 branco peão · h3 branco cavalo · e2 branco peão · f2 branco peão · g2 branco rainha · h2 branco bispo · d1 branco peão · e1 branco torre · f1 branco bispo · g1 branco cavalo · h1 branco rei | a8 preto rei · b8 preto cavalo · c8 preto bispo · d8 preto torre · e8 preto peão · a7 preto bispo · b7 preto rainha · c7 preto peão · d7 preto peão · a6 preto cavalo · b6 preto peão · c6 preto peão · a5 preto torre · b5 preto peão · d5 preto peão · h5 branco peão · a4 preto peão · e4 branco peão · g4 branco peão · h4 branco torre · f3 branco peão · g3 branco peão · h3 branco cavalo · e2 branco peão · f2 branco peão · g2 branco rainha · h2 branco bispo · d1 branco peão · e1 branco torre · f1 branco bispo · g1 branco cavalo · h1 branco rei | 8 |
| 7 | a8 preto rei · b8 preto cavalo · c8 preto bispo · d8 preto torre · e8 preto peão · a7 preto bispo · b7 preto rainha · c7 preto peão · d7 preto peão · a6 preto cavalo · b6 preto peão · c6 preto peão · a5 preto torre · b5 preto peão · d5 preto peão · h5 branco peão · a4 preto peão · e4 branco peão · g4 branco peão · h4 branco torre · f3 branco peão · g3 branco peão · h3 branco cavalo · e2 branco peão · f2 branco peão · g2 branco rainha · h2 branco bispo · d1 branco peão · e1 branco torre · f1 branco bispo · g1 branco cavalo · h1 branco rei | a8 preto rei · b8 preto cavalo · c8 preto bispo · d8 preto torre · e8 preto peão · a7 preto bispo · b7 preto rainha · c7 preto peão · d7 preto peão · a6 preto cavalo · b6 preto peão · c6 preto peão · a5 preto torre · b5 preto peão · d5 preto peão · h5 branco peão · a4 preto peão · e4 branco peão · g4 branco peão · h4 branco torre · f3 branco peão · g3 branco peão · h3 branco cavalo · e2 branco peão · f2 branco peão · g2 branco rainha · h2 branco bispo · d1 branco peão · e1 branco torre · f1 branco bispo · g1 branco cavalo · h1 branco rei | a8 preto rei · b8 preto cavalo · c8 preto bispo · d8 preto torre · e8 preto peão · a7 preto bispo · b7 preto rainha · c7 preto peão · d7 preto peão · a6 preto cavalo · b6 preto peão · c6 preto peão · a5 preto torre · b5 preto peão · d5 preto peão · h5 branco peão · a4 preto peão · e4 branco peão · g4 branco peão · h4 branco torre · f3 branco peão · g3 branco peão · h3 branco cavalo · e2 branco peão · f2 branco peão · g2 branco rainha · h2 branco bispo · d1 branco peão · e1 branco torre · f1 branco bispo · g1 branco cavalo · h1 branco rei | a8 preto rei · b8 preto cavalo · c8 preto bispo · d8 preto torre · e8 preto peão · a7 preto bispo · b7 preto rainha · c7 preto peão · d7 preto peão · a6 preto cavalo · b6 preto peão · c6 preto peão · a5 preto torre · b5 preto peão · d5 preto peão · h5 branco peão · a4 preto peão · e4 branco peão · g4 branco peão · h4 branco torre · f3 branco peão · g3 branco peão · h3 branco cavalo · e2 branco peão · f2 branco peão · g2 branco rainha · h2 branco bispo · d1 branco peão · e1 branco torre · f1 branco bispo · g1 branco cavalo · h1 branco rei | a8 preto rei · b8 preto cavalo · c8 preto bispo · d8 preto torre · e8 preto peão · a7 preto bispo · b7 preto rainha · c7 preto peão · d7 preto peão · a6 preto cavalo · b6 preto peão · c6 preto peão · a5 preto torre · b5 preto peão · d5 preto peão · h5 branco peão · a4 preto peão · e4 branco peão · g4 branco peão · h4 branco torre · f3 branco peão · g3 branco peão · h3 branco cavalo · e2 branco peão · f2 branco peão · g2 branco rainha · h2 branco bispo · d1 branco peão · e1 branco torre · f1 branco bispo · g1 branco cavalo · h1 branco rei | a8 preto rei · b8 preto cavalo · c8 preto bispo · d8 preto torre · e8 preto peão · a7 preto bispo · b7 preto rainha · c7 preto peão · d7 preto peão · a6 preto cavalo · b6 preto peão · c6 preto peão · a5 preto torre · b5 preto peão · d5 preto peão · h5 branco peão · a4 preto peão · e4 branco peão · g4 branco peão · h4 branco torre · f3 branco peão · g3 branco peão · h3 branco cavalo · e2 branco peão · f2 branco peão · g2 branco rainha · h2 branco bispo · d1 branco peão · e1 branco torre · f1 branco bispo · g1 branco cavalo · h1 branco rei | a8 preto rei · b8 preto cavalo · c8 preto bispo · d8 preto torre · e8 preto peão · a7 preto bispo · b7 preto rainha · c7 preto peão · d7 preto peão · a6 preto cavalo · b6 preto peão · c6 preto peão · a5 preto torre · b5 preto peão · d5 preto peão · h5 branco peão · a4 preto peão · e4 branco peão · g4 branco peão · h4 branco torre · f3 branco peão · g3 branco peão · h3 branco cavalo · e2 branco peão · f2 branco peão · g2 branco rainha · h2 branco bispo · d1 branco peão · e1 branco torre · f1 branco bispo · g1 branco cavalo · h1 branco rei | a8 preto rei · b8 preto cavalo · c8 preto bispo · d8 preto torre · e8 preto peão · a7 preto bispo · b7 preto rainha · c7 preto peão · d7 preto peão · a6 preto cavalo · b6 preto peão · c6 preto peão · a5 preto torre · b5 preto peão · d5 preto peão · h5 branco peão · a4 preto peão · e4 branco peão · g4 branco peão · h4 branco torre · f3 branco peão · g3 branco peão · h3 branco cavalo · e2 branco peão · f2 branco peão · g2 branco rainha · h2 branco bispo · d1 branco peão · e1 branco torre · f1 branco bispo · g1 branco cavalo · h1 branco rei | 7 |
| 6 | a8 preto rei · b8 preto cavalo · c8 preto bispo · d8 preto torre · e8 preto peão · a7 preto bispo · b7 preto rainha · c7 preto peão · d7 preto peão · a6 preto cavalo · b6 preto peão · c6 preto peão · a5 preto torre · b5 preto peão · d5 preto peão · h5 branco peão · a4 preto peão · e4 branco peão · g4 branco peão · h4 branco torre · f3 branco peão · g3 branco peão · h3 branco cavalo · e2 branco peão · f2 branco peão · g2 branco rainha · h2 branco bispo · d1 branco peão · e1 branco torre · f1 branco bispo · g1 branco cavalo · h1 branco rei | a8 preto rei · b8 preto cavalo · c8 preto bispo · d8 preto torre · e8 preto peão · a7 preto bispo · b7 preto rainha · c7 preto peão · d7 preto peão · a6 preto cavalo · b6 preto peão · c6 preto peão · a5 preto torre · b5 preto peão · d5 preto peão · h5 branco peão · a4 preto peão · e4 branco peão · g4 branco peão · h4 branco torre · f3 branco peão · g3 branco peão · h3 branco cavalo · e2 branco peão · f2 branco peão · g2 branco rainha · h2 branco bispo · d1 branco peão · e1 branco torre · f1 branco bispo · g1 branco cavalo · h1 branco rei | a8 preto rei · b8 preto cavalo · c8 preto bispo · d8 preto torre · e8 preto peão · a7 preto bispo · b7 preto rainha · c7 preto peão · d7 preto peão · a6 preto cavalo · b6 preto peão · c6 preto peão · a5 preto torre · b5 preto peão · d5 preto peão · h5 branco peão · a4 preto peão · e4 branco peão · g4 branco peão · h4 branco torre · f3 branco peão · g3 branco peão · h3 branco cavalo · e2 branco peão · f2 branco peão · g2 branco rainha · h2 branco bispo · d1 branco peão · e1 branco torre · f1 branco bispo · g1 branco cavalo · h1 branco rei | a8 preto rei · b8 preto cavalo · c8 preto bispo · d8 preto torre · e8 preto peão · a7 preto bispo · b7 preto rainha · c7 preto peão · d7 preto peão · a6 preto cavalo · b6 preto peão · c6 preto peão · a5 preto torre · b5 preto peão · d5 preto peão · h5 branco peão · a4 preto peão · e4 branco peão · g4 branco peão · h4 branco torre · f3 branco peão · g3 branco peão · h3 branco cavalo · e2 branco peão · f2 branco peão · g2 branco rainha · h2 branco bispo · d1 branco peão · e1 branco torre · f1 branco bispo · g1 branco cavalo · h1 branco rei | a8 preto rei · b8 preto cavalo · c8 preto bispo · d8 preto torre · e8 preto peão · a7 preto bispo · b7 preto rainha · c7 preto peão · d7 preto peão · a6 preto cavalo · b6 preto peão · c6 preto peão · a5 preto torre · b5 preto peão · d5 preto peão · h5 branco peão · a4 preto peão · e4 branco peão · g4 branco peão · h4 branco torre · f3 branco peão · g3 branco peão · h3 branco cavalo · e2 branco peão · f2 branco peão · g2 branco rainha · h2 branco bispo · d1 branco peão · e1 branco torre · f1 branco bispo · g1 branco cavalo · h1 branco rei | a8 preto rei · b8 preto cavalo · c8 preto bispo · d8 preto torre · e8 preto peão · a7 preto bispo · b7 preto rainha · c7 preto peão · d7 preto peão · a6 preto cavalo · b6 preto peão · c6 preto peão · a5 preto torre · b5 preto peão · d5 preto peão · h5 branco peão · a4 preto peão · e4 branco peão · g4 branco peão · h4 branco torre · f3 branco peão · g3 branco peão · h3 branco cavalo · e2 branco peão · f2 branco peão · g2 branco rainha · h2 branco bispo · d1 branco peão · e1 branco torre · f1 branco bispo · g1 branco cavalo · h1 branco rei | a8 preto rei · b8 preto cavalo · c8 preto bispo · d8 preto torre · e8 preto peão · a7 preto bispo · b7 preto rainha · c7 preto peão · d7 preto peão · a6 preto cavalo · b6 preto peão · c6 preto peão · a5 preto torre · b5 preto peão · d5 preto peão · h5 branco peão · a4 preto peão · e4 branco peão · g4 branco peão · h4 branco torre · f3 branco peão · g3 branco peão · h3 branco cavalo · e2 branco peão · f2 branco peão · g2 branco rainha · h2 branco bispo · d1 branco peão · e1 branco torre · f1 branco bispo · g1 branco cavalo · h1 branco rei | a8 preto rei · b8 preto cavalo · c8 preto bispo · d8 preto torre · e8 preto peão · a7 preto bispo · b7 preto rainha · c7 preto peão · d7 preto peão · a6 preto cavalo · b6 preto peão · c6 preto peão · a5 preto torre · b5 preto peão · d5 preto peão · h5 branco peão · a4 preto peão · e4 branco peão · g4 branco peão · h4 branco torre · f3 branco peão · g3 branco peão · h3 branco cavalo · e2 branco peão · f2 branco peão · g2 branco rainha · h2 branco bispo · d1 branco peão · e1 branco torre · f1 branco bispo · g1 branco cavalo · h1 branco rei | 6 |
| 5 | a8 preto rei · b8 preto cavalo · c8 preto bispo · d8 preto torre · e8 preto peão · a7 preto bispo · b7 preto rainha · c7 preto peão · d7 preto peão · a6 preto cavalo · b6 preto peão · c6 preto peão · a5 preto torre · b5 preto peão · d5 preto peão · h5 branco peão · a4 preto peão · e4 branco peão · g4 branco peão · h4 branco torre · f3 branco peão · g3 branco peão · h3 branco cavalo · e2 branco peão · f2 branco peão · g2 branco rainha · h2 branco bispo · d1 branco peão · e1 branco torre · f1 branco bispo · g1 branco cavalo · h1 branco rei | a8 preto rei · b8 preto cavalo · c8 preto bispo · d8 preto torre · e8 preto peão · a7 preto bispo · b7 preto rainha · c7 preto peão · d7 preto peão · a6 preto cavalo · b6 preto peão · c6 preto peão · a5 preto torre · b5 preto peão · d5 preto peão · h5 branco peão · a4 preto peão · e4 branco peão · g4 branco peão · h4 branco torre · f3 branco peão · g3 branco peão · h3 branco cavalo · e2 branco peão · f2 branco peão · g2 branco rainha · h2 branco bispo · d1 branco peão · e1 branco torre · f1 branco bispo · g1 branco cavalo · h1 branco rei | a8 preto rei · b8 preto cavalo · c8 preto bispo · d8 preto torre · e8 preto peão · a7 preto bispo · b7 preto rainha · c7 preto peão · d7 preto peão · a6 preto cavalo · b6 preto peão · c6 preto peão · a5 preto torre · b5 preto peão · d5 preto peão · h5 branco peão · a4 preto peão · e4 branco peão · g4 branco peão · h4 branco torre · f3 branco peão · g3 branco peão · h3 branco cavalo · e2 branco peão · f2 branco peão · g2 branco rainha · h2 branco bispo · d1 branco peão · e1 branco torre · f1 branco bispo · g1 branco cavalo · h1 branco rei | a8 preto rei · b8 preto cavalo · c8 preto bispo · d8 preto torre · e8 preto peão · a7 preto bispo · b7 preto rainha · c7 preto peão · d7 preto peão · a6 preto cavalo · b6 preto peão · c6 preto peão · a5 preto torre · b5 preto peão · d5 preto peão · h5 branco peão · a4 preto peão · e4 branco peão · g4 branco peão · h4 branco torre · f3 branco peão · g3 branco peão · h3 branco cavalo · e2 branco peão · f2 branco peão · g2 branco rainha · h2 branco bispo · d1 branco peão · e1 branco torre · f1 branco bispo · g1 branco cavalo · h1 branco rei | a8 preto rei · b8 preto cavalo · c8 preto bispo · d8 preto torre · e8 preto peão · a7 preto bispo · b7 preto rainha · c7 preto peão · d7 preto peão · a6 preto cavalo · b6 preto peão · c6 preto peão · a5 preto torre · b5 preto peão · d5 preto peão · h5 branco peão · a4 preto peão · e4 branco peão · g4 branco peão · h4 branco torre · f3 branco peão · g3 branco peão · h3 branco cavalo · e2 branco peão · f2 branco peão · g2 branco rainha · h2 branco bispo · d1 branco peão · e1 branco torre · f1 branco bispo · g1 branco cavalo · h1 branco rei | a8 preto rei · b8 preto cavalo · c8 preto bispo · d8 preto torre · e8 preto peão · a7 preto bispo · b7 preto rainha · c7 preto peão · d7 preto peão · a6 preto cavalo · b6 preto peão · c6 preto peão · a5 preto torre · b5 preto peão · d5 preto peão · h5 branco peão · a4 preto peão · e4 branco peão · g4 branco peão · h4 branco torre · f3 branco peão · g3 branco peão · h3 branco cavalo · e2 branco peão · f2 branco peão · g2 branco rainha · h2 branco bispo · d1 branco peão · e1 branco torre · f1 branco bispo · g1 branco cavalo · h1 branco rei | a8 preto rei · b8 preto cavalo · c8 preto bispo · d8 preto torre · e8 preto peão · a7 preto bispo · b7 preto rainha · c7 preto peão · d7 preto peão · a6 preto cavalo · b6 preto peão · c6 preto peão · a5 preto torre · b5 preto peão · d5 preto peão · h5 branco peão · a4 preto peão · e4 branco peão · g4 branco peão · h4 branco torre · f3 branco peão · g3 branco peão · h3 branco cavalo · e2 branco peão · f2 branco peão · g2 branco rainha · h2 branco bispo · d1 branco peão · e1 branco torre · f1 branco bispo · g1 branco cavalo · h1 branco rei | a8 preto rei · b8 preto cavalo · c8 preto bispo · d8 preto torre · e8 preto peão · a7 preto bispo · b7 preto rainha · c7 preto peão · d7 preto peão · a6 preto cavalo · b6 preto peão · c6 preto peão · a5 preto torre · b5 preto peão · d5 preto peão · h5 branco peão · a4 preto peão · e4 branco peão · g4 branco peão · h4 branco torre · f3 branco peão · g3 branco peão · h3 branco cavalo · e2 branco peão · f2 branco peão · g2 branco rainha · h2 branco bispo · d1 branco peão · e1 branco torre · f1 branco bispo · g1 branco cavalo · h1 branco rei | 5 |
| 4 | a8 preto rei · b8 preto cavalo · c8 preto bispo · d8 preto torre · e8 preto peão · a7 preto bispo · b7 preto rainha · c7 preto peão · d7 preto peão · a6 preto cavalo · b6 preto peão · c6 preto peão · a5 preto torre · b5 preto peão · d5 preto peão · h5 branco peão · a4 preto peão · e4 branco peão · g4 branco peão · h4 branco torre · f3 branco peão · g3 branco peão · h3 branco cavalo · e2 branco peão · f2 branco peão · g2 branco rainha · h2 branco bispo · d1 branco peão · e1 branco torre · f1 branco bispo · g1 branco cavalo · h1 branco rei | a8 preto rei · b8 preto cavalo · c8 preto bispo · d8 preto torre · e8 preto peão · a7 preto bispo · b7 preto rainha · c7 preto peão · d7 preto peão · a6 preto cavalo · b6 preto peão · c6 preto peão · a5 preto torre · b5 preto peão · d5 preto peão · h5 branco peão · a4 preto peão · e4 branco peão · g4 branco peão · h4 branco torre · f3 branco peão · g3 branco peão · h3 branco cavalo · e2 branco peão · f2 branco peão · g2 branco rainha · h2 branco bispo · d1 branco peão · e1 branco torre · f1 branco bispo · g1 branco cavalo · h1 branco rei | a8 preto rei · b8 preto cavalo · c8 preto bispo · d8 preto torre · e8 preto peão · a7 preto bispo · b7 preto rainha · c7 preto peão · d7 preto peão · a6 preto cavalo · b6 preto peão · c6 preto peão · a5 preto torre · b5 preto peão · d5 preto peão · h5 branco peão · a4 preto peão · e4 branco peão · g4 branco peão · h4 branco torre · f3 branco peão · g3 branco peão · h3 branco cavalo · e2 branco peão · f2 branco peão · g2 branco rainha · h2 branco bispo · d1 branco peão · e1 branco torre · f1 branco bispo · g1 branco cavalo · h1 branco rei | a8 preto rei · b8 preto cavalo · c8 preto bispo · d8 preto torre · e8 preto peão · a7 preto bispo · b7 preto rainha · c7 preto peão · d7 preto peão · a6 preto cavalo · b6 preto peão · c6 preto peão · a5 preto torre · b5 preto peão · d5 preto peão · h5 branco peão · a4 preto peão · e4 branco peão · g4 branco peão · h4 branco torre · f3 branco peão · g3 branco peão · h3 branco cavalo · e2 branco peão · f2 branco peão · g2 branco rainha · h2 branco bispo · d1 branco peão · e1 branco torre · f1 branco bispo · g1 branco cavalo · h1 branco rei | a8 preto rei · b8 preto cavalo · c8 preto bispo · d8 preto torre · e8 preto peão · a7 preto bispo · b7 preto rainha · c7 preto peão · d7 preto peão · a6 preto cavalo · b6 preto peão · c6 preto peão · a5 preto torre · b5 preto peão · d5 preto peão · h5 branco peão · a4 preto peão · e4 branco peão · g4 branco peão · h4 branco torre · f3 branco peão · g3 branco peão · h3 branco cavalo · e2 branco peão · f2 branco peão · g2 branco rainha · h2 branco bispo · d1 branco peão · e1 branco torre · f1 branco bispo · g1 branco cavalo · h1 branco rei | a8 preto rei · b8 preto cavalo · c8 preto bispo · d8 preto torre · e8 preto peão · a7 preto bispo · b7 preto rainha · c7 preto peão · d7 preto peão · a6 preto cavalo · b6 preto peão · c6 preto peão · a5 preto torre · b5 preto peão · d5 preto peão · h5 branco peão · a4 preto peão · e4 branco peão · g4 branco peão · h4 branco torre · f3 branco peão · g3 branco peão · h3 branco cavalo · e2 branco peão · f2 branco peão · g2 branco rainha · h2 branco bispo · d1 branco peão · e1 branco torre · f1 branco bispo · g1 branco cavalo · h1 branco rei | a8 preto rei · b8 preto cavalo · c8 preto bispo · d8 preto torre · e8 preto peão · a7 preto bispo · b7 preto rainha · c7 preto peão · d7 preto peão · a6 preto cavalo · b6 preto peão · c6 preto peão · a5 preto torre · b5 preto peão · d5 preto peão · h5 branco peão · a4 preto peão · e4 branco peão · g4 branco peão · h4 branco torre · f3 branco peão · g3 branco peão · h3 branco cavalo · e2 branco peão · f2 branco peão · g2 branco rainha · h2 branco bispo · d1 branco peão · e1 branco torre · f1 branco bispo · g1 branco cavalo · h1 branco rei | a8 preto rei · b8 preto cavalo · c8 preto bispo · d8 preto torre · e8 preto peão · a7 preto bispo · b7 preto rainha · c7 preto peão · d7 preto peão · a6 preto cavalo · b6 preto peão · c6 preto peão · a5 preto torre · b5 preto peão · d5 preto peão · h5 branco peão · a4 preto peão · e4 branco peão · g4 branco peão · h4 branco torre · f3 branco peão · g3 branco peão · h3 branco cavalo · e2 branco peão · f2 branco peão · g2 branco rainha · h2 branco bispo · d1 branco peão · e1 branco torre · f1 branco bispo · g1 branco cavalo · h1 branco rei | 4 |
| 3 | a8 preto rei · b8 preto cavalo · c8 preto bispo · d8 preto torre · e8 preto peão · a7 preto bispo · b7 preto rainha · c7 preto peão · d7 preto peão · a6 preto cavalo · b6 preto peão · c6 preto peão · a5 preto torre · b5 preto peão · d5 preto peão · h5 branco peão · a4 preto peão · e4 branco peão · g4 branco peão · h4 branco torre · f3 branco peão · g3 branco peão · h3 branco cavalo · e2 branco peão · f2 branco peão · g2 branco rainha · h2 branco bispo · d1 branco peão · e1 branco torre · f1 branco bispo · g1 branco cavalo · h1 branco rei | a8 preto rei · b8 preto cavalo · c8 preto bispo · d8 preto torre · e8 preto peão · a7 preto bispo · b7 preto rainha · c7 preto peão · d7 preto peão · a6 preto cavalo · b6 preto peão · c6 preto peão · a5 preto torre · b5 preto peão · d5 preto peão · h5 branco peão · a4 preto peão · e4 branco peão · g4 branco peão · h4 branco torre · f3 branco peão · g3 branco peão · h3 branco cavalo · e2 branco peão · f2 branco peão · g2 branco rainha · h2 branco bispo · d1 branco peão · e1 branco torre · f1 branco bispo · g1 branco cavalo · h1 branco rei | a8 preto rei · b8 preto cavalo · c8 preto bispo · d8 preto torre · e8 preto peão · a7 preto bispo · b7 preto rainha · c7 preto peão · d7 preto peão · a6 preto cavalo · b6 preto peão · c6 preto peão · a5 preto torre · b5 preto peão · d5 preto peão · h5 branco peão · a4 preto peão · e4 branco peão · g4 branco peão · h4 branco torre · f3 branco peão · g3 branco peão · h3 branco cavalo · e2 branco peão · f2 branco peão · g2 branco rainha · h2 branco bispo · d1 branco peão · e1 branco torre · f1 branco bispo · g1 branco cavalo · h1 branco rei | a8 preto rei · b8 preto cavalo · c8 preto bispo · d8 preto torre · e8 preto peão · a7 preto bispo · b7 preto rainha · c7 preto peão · d7 preto peão · a6 preto cavalo · b6 preto peão · c6 preto peão · a5 preto torre · b5 preto peão · d5 preto peão · h5 branco peão · a4 preto peão · e4 branco peão · g4 branco peão · h4 branco torre · f3 branco peão · g3 branco peão · h3 branco cavalo · e2 branco peão · f2 branco peão · g2 branco rainha · h2 branco bispo · d1 branco peão · e1 branco torre · f1 branco bispo · g1 branco cavalo · h1 branco rei | a8 preto rei · b8 preto cavalo · c8 preto bispo · d8 preto torre · e8 preto peão · a7 preto bispo · b7 preto rainha · c7 preto peão · d7 preto peão · a6 preto cavalo · b6 preto peão · c6 preto peão · a5 preto torre · b5 preto peão · d5 preto peão · h5 branco peão · a4 preto peão · e4 branco peão · g4 branco peão · h4 branco torre · f3 branco peão · g3 branco peão · h3 branco cavalo · e2 branco peão · f2 branco peão · g2 branco rainha · h2 branco bispo · d1 branco peão · e1 branco torre · f1 branco bispo · g1 branco cavalo · h1 branco rei | a8 preto rei · b8 preto cavalo · c8 preto bispo · d8 preto torre · e8 preto peão · a7 preto bispo · b7 preto rainha · c7 preto peão · d7 preto peão · a6 preto cavalo · b6 preto peão · c6 preto peão · a5 preto torre · b5 preto peão · d5 preto peão · h5 branco peão · a4 preto peão · e4 branco peão · g4 branco peão · h4 branco torre · f3 branco peão · g3 branco peão · h3 branco cavalo · e2 branco peão · f2 branco peão · g2 branco rainha · h2 branco bispo · d1 branco peão · e1 branco torre · f1 branco bispo · g1 branco cavalo · h1 branco rei | a8 preto rei · b8 preto cavalo · c8 preto bispo · d8 preto torre · e8 preto peão · a7 preto bispo · b7 preto rainha · c7 preto peão · d7 preto peão · a6 preto cavalo · b6 preto peão · c6 preto peão · a5 preto torre · b5 preto peão · d5 preto peão · h5 branco peão · a4 preto peão · e4 branco peão · g4 branco peão · h4 branco torre · f3 branco peão · g3 branco peão · h3 branco cavalo · e2 branco peão · f2 branco peão · g2 branco rainha · h2 branco bispo · d1 branco peão · e1 branco torre · f1 branco bispo · g1 branco cavalo · h1 branco rei | a8 preto rei · b8 preto cavalo · c8 preto bispo · d8 preto torre · e8 preto peão · a7 preto bispo · b7 preto rainha · c7 preto peão · d7 preto peão · a6 preto cavalo · b6 preto peão · c6 preto peão · a5 preto torre · b5 preto peão · d5 preto peão · h5 branco peão · a4 preto peão · e4 branco peão · g4 branco peão · h4 branco torre · f3 branco peão · g3 branco peão · h3 branco cavalo · e2 branco peão · f2 branco peão · g2 branco rainha · h2 branco bispo · d1 branco peão · e1 branco torre · f1 branco bispo · g1 branco cavalo · h1 branco rei | 3 |
| 2 | a8 preto rei · b8 preto cavalo · c8 preto bispo · d8 preto torre · e8 preto peão · a7 preto bispo · b7 preto rainha · c7 preto peão · d7 preto peão · a6 preto cavalo · b6 preto peão · c6 preto peão · a5 preto torre · b5 preto peão · d5 preto peão · h5 branco peão · a4 preto peão · e4 branco peão · g4 branco peão · h4 branco torre · f3 branco peão · g3 branco peão · h3 branco cavalo · e2 branco peão · f2 branco peão · g2 branco rainha · h2 branco bispo · d1 branco peão · e1 branco torre · f1 branco bispo · g1 branco cavalo · h1 branco rei | a8 preto rei · b8 preto cavalo · c8 preto bispo · d8 preto torre · e8 preto peão · a7 preto bispo · b7 preto rainha · c7 preto peão · d7 preto peão · a6 preto cavalo · b6 preto peão · c6 preto peão · a5 preto torre · b5 preto peão · d5 preto peão · h5 branco peão · a4 preto peão · e4 branco peão · g4 branco peão · h4 branco torre · f3 branco peão · g3 branco peão · h3 branco cavalo · e2 branco peão · f2 branco peão · g2 branco rainha · h2 branco bispo · d1 branco peão · e1 branco torre · f1 branco bispo · g1 branco cavalo · h1 branco rei | a8 preto rei · b8 preto cavalo · c8 preto bispo · d8 preto torre · e8 preto peão · a7 preto bispo · b7 preto rainha · c7 preto peão · d7 preto peão · a6 preto cavalo · b6 preto peão · c6 preto peão · a5 preto torre · b5 preto peão · d5 preto peão · h5 branco peão · a4 preto peão · e4 branco peão · g4 branco peão · h4 branco torre · f3 branco peão · g3 branco peão · h3 branco cavalo · e2 branco peão · f2 branco peão · g2 branco rainha · h2 branco bispo · d1 branco peão · e1 branco torre · f1 branco bispo · g1 branco cavalo · h1 branco rei | a8 preto rei · b8 preto cavalo · c8 preto bispo · d8 preto torre · e8 preto peão · a7 preto bispo · b7 preto rainha · c7 preto peão · d7 preto peão · a6 preto cavalo · b6 preto peão · c6 preto peão · a5 preto torre · b5 preto peão · d5 preto peão · h5 branco peão · a4 preto peão · e4 branco peão · g4 branco peão · h4 branco torre · f3 branco peão · g3 branco peão · h3 branco cavalo · e2 branco peão · f2 branco peão · g2 branco rainha · h2 branco bispo · d1 branco peão · e1 branco torre · f1 branco bispo · g1 branco cavalo · h1 branco rei | a8 preto rei · b8 preto cavalo · c8 preto bispo · d8 preto torre · e8 preto peão · a7 preto bispo · b7 preto rainha · c7 preto peão · d7 preto peão · a6 preto cavalo · b6 preto peão · c6 preto peão · a5 preto torre · b5 preto peão · d5 preto peão · h5 branco peão · a4 preto peão · e4 branco peão · g4 branco peão · h4 branco torre · f3 branco peão · g3 branco peão · h3 branco cavalo · e2 branco peão · f2 branco peão · g2 branco rainha · h2 branco bispo · d1 branco peão · e1 branco torre · f1 branco bispo · g1 branco cavalo · h1 branco rei | a8 preto rei · b8 preto cavalo · c8 preto bispo · d8 preto torre · e8 preto peão · a7 preto bispo · b7 preto rainha · c7 preto peão · d7 preto peão · a6 preto cavalo · b6 preto peão · c6 preto peão · a5 preto torre · b5 preto peão · d5 preto peão · h5 branco peão · a4 preto peão · e4 branco peão · g4 branco peão · h4 branco torre · f3 branco peão · g3 branco peão · h3 branco cavalo · e2 branco peão · f2 branco peão · g2 branco rainha · h2 branco bispo · d1 branco peão · e1 branco torre · f1 branco bispo · g1 branco cavalo · h1 branco rei | a8 preto rei · b8 preto cavalo · c8 preto bispo · d8 preto torre · e8 preto peão · a7 preto bispo · b7 preto rainha · c7 preto peão · d7 preto peão · a6 preto cavalo · b6 preto peão · c6 preto peão · a5 preto torre · b5 preto peão · d5 preto peão · h5 branco peão · a4 preto peão · e4 branco peão · g4 branco peão · h4 branco torre · f3 branco peão · g3 branco peão · h3 branco cavalo · e2 branco peão · f2 branco peão · g2 branco rainha · h2 branco bispo · d1 branco peão · e1 branco torre · f1 branco bispo · g1 branco cavalo · h1 branco rei | a8 preto rei · b8 preto cavalo · c8 preto bispo · d8 preto torre · e8 preto peão · a7 preto bispo · b7 preto rainha · c7 preto peão · d7 preto peão · a6 preto cavalo · b6 preto peão · c6 preto peão · a5 preto torre · b5 preto peão · d5 preto peão · h5 branco peão · a4 preto peão · e4 branco peão · g4 branco peão · h4 branco torre · f3 branco peão · g3 branco peão · h3 branco cavalo · e2 branco peão · f2 branco peão · g2 branco rainha · h2 branco bispo · d1 branco peão · e1 branco torre · f1 branco bispo · g1 branco cavalo · h1 branco rei | 2 |
| 1 | a8 preto rei · b8 preto cavalo · c8 preto bispo · d8 preto torre · e8 preto peão · a7 preto bispo · b7 preto rainha · c7 preto peão · d7 preto peão · a6 preto cavalo · b6 preto peão · c6 preto peão · a5 preto torre · b5 preto peão · d5 preto peão · h5 branco peão · a4 preto peão · e4 branco peão · g4 branco peão · h4 branco torre · f3 branco peão · g3 branco peão · h3 branco cavalo · e2 branco peão · f2 branco peão · g2 branco rainha · h2 branco bispo · d1 branco peão · e1 branco torre · f1 branco bispo · g1 branco cavalo · h1 branco rei | a8 preto rei · b8 preto cavalo · c8 preto bispo · d8 preto torre · e8 preto peão · a7 preto bispo · b7 preto rainha · c7 preto peão · d7 preto peão · a6 preto cavalo · b6 preto peão · c6 preto peão · a5 preto torre · b5 preto peão · d5 preto peão · h5 branco peão · a4 preto peão · e4 branco peão · g4 branco peão · h4 branco torre · f3 branco peão · g3 branco peão · h3 branco cavalo · e2 branco peão · f2 branco peão · g2 branco rainha · h2 branco bispo · d1 branco peão · e1 branco torre · f1 branco bispo · g1 branco cavalo · h1 branco rei | a8 preto rei · b8 preto cavalo · c8 preto bispo · d8 preto torre · e8 preto peão · a7 preto bispo · b7 preto rainha · c7 preto peão · d7 preto peão · a6 preto cavalo · b6 preto peão · c6 preto peão · a5 preto torre · b5 preto peão · d5 preto peão · h5 branco peão · a4 preto peão · e4 branco peão · g4 branco peão · h4 branco torre · f3 branco peão · g3 branco peão · h3 branco cavalo · e2 branco peão · f2 branco peão · g2 branco rainha · h2 branco bispo · d1 branco peão · e1 branco torre · f1 branco bispo · g1 branco cavalo · h1 branco rei | a8 preto rei · b8 preto cavalo · c8 preto bispo · d8 preto torre · e8 preto peão · a7 preto bispo · b7 preto rainha · c7 preto peão · d7 preto peão · a6 preto cavalo · b6 preto peão · c6 preto peão · a5 preto torre · b5 preto peão · d5 preto peão · h5 branco peão · a4 preto peão · e4 branco peão · g4 branco peão · h4 branco torre · f3 branco peão · g3 branco peão · h3 branco cavalo · e2 branco peão · f2 branco peão · g2 branco rainha · h2 branco bispo · d1 branco peão · e1 branco torre · f1 branco bispo · g1 branco cavalo · h1 branco rei | a8 preto rei · b8 preto cavalo · c8 preto bispo · d8 preto torre · e8 preto peão · a7 preto bispo · b7 preto rainha · c7 preto peão · d7 preto peão · a6 preto cavalo · b6 preto peão · c6 preto peão · a5 preto torre · b5 preto peão · d5 preto peão · h5 branco peão · a4 preto peão · e4 branco peão · g4 branco peão · h4 branco torre · f3 branco peão · g3 branco peão · h3 branco cavalo · e2 branco peão · f2 branco peão · g2 branco rainha · h2 branco bispo · d1 branco peão · e1 branco torre · f1 branco bispo · g1 branco cavalo · h1 branco rei | a8 preto rei · b8 preto cavalo · c8 preto bispo · d8 preto torre · e8 preto peão · a7 preto bispo · b7 preto rainha · c7 preto peão · d7 preto peão · a6 preto cavalo · b6 preto peão · c6 preto peão · a5 preto torre · b5 preto peão · d5 preto peão · h5 branco peão · a4 preto peão · e4 branco peão · g4 branco peão · h4 branco torre · f3 branco peão · g3 branco peão · h3 branco cavalo · e2 branco peão · f2 branco peão · g2 branco rainha · h2 branco bispo · d1 branco peão · e1 branco torre · f1 branco bispo · g1 branco cavalo · h1 branco rei | a8 preto rei · b8 preto cavalo · c8 preto bispo · d8 preto torre · e8 preto peão · a7 preto bispo · b7 preto rainha · c7 preto peão · d7 preto peão · a6 preto cavalo · b6 preto peão · c6 preto peão · a5 preto torre · b5 preto peão · d5 preto peão · h5 branco peão · a4 preto peão · e4 branco peão · g4 branco peão · h4 branco torre · f3 branco peão · g3 branco peão · h3 branco cavalo · e2 branco peão · f2 branco peão · g2 branco rainha · h2 branco bispo · d1 branco peão · e1 branco torre · f1 branco bispo · g1 branco cavalo · h1 branco rei | a8 preto rei · b8 preto cavalo · c8 preto bispo · d8 preto torre · e8 preto peão · a7 preto bispo · b7 preto rainha · c7 preto peão · d7 preto peão · a6 preto cavalo · b6 preto peão · c6 preto peão · a5 preto torre · b5 preto peão · d5 preto peão · h5 branco peão · a4 preto peão · e4 branco peão · g4 branco peão · h4 branco torre · f3 branco peão · g3 branco peão · h3 branco cavalo · e2 branco peão · f2 branco peão · g2 branco rainha · h2 branco bispo · d1 branco peão · e1 branco torre · f1 branco bispo · g1 branco cavalo · h1 branco rei | 1 |
|   | a | b | c | d | e | f | g | h |   |

O Xadrez de Legan é uma variante do xadrez inventada por L. Legan em 1913. Ela difere do xadrez ocidental pela posição inicial das peças assim como pelo movimento dos peões.

## Regras
A posição inical é mostrada a direita. O tabuleiro pode ser rotacionado 45º para tornar o movimento dos peões mais fáceis de entender.
Os peões se movem um espaço a frente diagonalmente: Brancas da direita para a esquerda, pretas da esquerda para a direita e capturam ortogonalmente. A promoção ocorre quando o peão alcança as casas ocupadas pelo adversário (exceto as casas de peões). Por exemplo, os peões brancos são promovidos em a5-a8-d8, e os pretos em e1-h1-h4.
|   | a | b | c | d | e | f | g | h |   |
| 8 | b6 preto peão · c6 black circle · b5 black circle · c5 black cross · e4 black cross · f4 black circle · e3 black circle · f3 branco peão | b6 preto peão · c6 black circle · b5 black circle · c5 black cross · e4 black cross · f4 black circle · e3 black circle · f3 branco peão | b6 preto peão · c6 black circle · b5 black circle · c5 black cross · e4 black cross · f4 black circle · e3 black circle · f3 branco peão | b6 preto peão · c6 black circle · b5 black circle · c5 black cross · e4 black cross · f4 black circle · e3 black circle · f3 branco peão | b6 preto peão · c6 black circle · b5 black circle · c5 black cross · e4 black cross · f4 black circle · e3 black circle · f3 branco peão | b6 preto peão · c6 black circle · b5 black circle · c5 black cross · e4 black cross · f4 black circle · e3 black circle · f3 branco peão | b6 preto peão · c6 black circle · b5 black circle · c5 black cross · e4 black cross · f4 black circle · e3 black circle · f3 branco peão | b6 preto peão · c6 black circle · b5 black circle · c5 black cross · e4 black cross · f4 black circle · e3 black circle · f3 branco peão | 8 |
| 7 | b6 preto peão · c6 black circle · b5 black circle · c5 black cross · e4 black cross · f4 black circle · e3 black circle · f3 branco peão | b6 preto peão · c6 black circle · b5 black circle · c5 black cross · e4 black cross · f4 black circle · e3 black circle · f3 branco peão | b6 preto peão · c6 black circle · b5 black circle · c5 black cross · e4 black cross · f4 black circle · e3 black circle · f3 branco peão | b6 preto peão · c6 black circle · b5 black circle · c5 black cross · e4 black cross · f4 black circle · e3 black circle · f3 branco peão | b6 preto peão · c6 black circle · b5 black circle · c5 black cross · e4 black cross · f4 black circle · e3 black circle · f3 branco peão | b6 preto peão · c6 black circle · b5 black circle · c5 black cross · e4 black cross · f4 black circle · e3 black circle · f3 branco peão | b6 preto peão · c6 black circle · b5 black circle · c5 black cross · e4 black cross · f4 black circle · e3 black circle · f3 branco peão | b6 preto peão · c6 black circle · b5 black circle · c5 black cross · e4 black cross · f4 black circle · e3 black circle · f3 branco peão | 7 |
| 6 | b6 preto peão · c6 black circle · b5 black circle · c5 black cross · e4 black cross · f4 black circle · e3 black circle · f3 branco peão | b6 preto peão · c6 black circle · b5 black circle · c5 black cross · e4 black cross · f4 black circle · e3 black circle · f3 branco peão | b6 preto peão · c6 black circle · b5 black circle · c5 black cross · e4 black cross · f4 black circle · e3 black circle · f3 branco peão | b6 preto peão · c6 black circle · b5 black circle · c5 black cross · e4 black cross · f4 black circle · e3 black circle · f3 branco peão | b6 preto peão · c6 black circle · b5 black circle · c5 black cross · e4 black cross · f4 black circle · e3 black circle · f3 branco peão | b6 preto peão · c6 black circle · b5 black circle · c5 black cross · e4 black cross · f4 black circle · e3 black circle · f3 branco peão | b6 preto peão · c6 black circle · b5 black circle · c5 black cross · e4 black cross · f4 black circle · e3 black circle · f3 branco peão | b6 preto peão · c6 black circle · b5 black circle · c5 black cross · e4 black cross · f4 black circle · e3 black circle · f3 branco peão | 6 |
| 5 | b6 preto peão · c6 black circle · b5 black circle · c5 black cross · e4 black cross · f4 black circle · e3 black circle · f3 branco peão | b6 preto peão · c6 black circle · b5 black circle · c5 black cross · e4 black cross · f4 black circle · e3 black circle · f3 branco peão | b6 preto peão · c6 black circle · b5 black circle · c5 black cross · e4 black cross · f4 black circle · e3 black circle · f3 branco peão | b6 preto peão · c6 black circle · b5 black circle · c5 black cross · e4 black cross · f4 black circle · e3 black circle · f3 branco peão | b6 preto peão · c6 black circle · b5 black circle · c5 black cross · e4 black cross · f4 black circle · e3 black circle · f3 branco peão | b6 preto peão · c6 black circle · b5 black circle · c5 black cross · e4 black cross · f4 black circle · e3 black circle · f3 branco peão | b6 preto peão · c6 black circle · b5 black circle · c5 black cross · e4 black cross · f4 black circle · e3 black circle · f3 branco peão | b6 preto peão · c6 black circle · b5 black circle · c5 black cross · e4 black cross · f4 black circle · e3 black circle · f3 branco peão | 5 |
| 4 | b6 preto peão · c6 black circle · b5 black circle · c5 black cross · e4 black cross · f4 black circle · e3 black circle · f3 branco peão | b6 preto peão · c6 black circle · b5 black circle · c5 black cross · e4 black cross · f4 black circle · e3 black circle · f3 branco peão | b6 preto peão · c6 black circle · b5 black circle · c5 black cross · e4 black cross · f4 black circle · e3 black circle · f3 branco peão | b6 preto peão · c6 black circle · b5 black circle · c5 black cross · e4 black cross · f4 black circle · e3 black circle · f3 branco peão | b6 preto peão · c6 black circle · b5 black circle · c5 black cross · e4 black cross · f4 black circle · e3 black circle · f3 branco peão | b6 preto peão · c6 black circle · b5 black circle · c5 black cross · e4 black cross · f4 black circle · e3 black circle · f3 branco peão | b6 preto peão · c6 black circle · b5 black circle · c5 black cross · e4 black cross · f4 black circle · e3 black circle · f3 branco peão | b6 preto peão · c6 black circle · b5 black circle · c5 black cross · e4 black cross · f4 black circle · e3 black circle · f3 branco peão | 4 |
| 3 | b6 preto peão · c6 black circle · b5 black circle · c5 black cross · e4 black cross · f4 black circle · e3 black circle · f3 branco peão | b6 preto peão · c6 black circle · b5 black circle · c5 black cross · e4 black cross · f4 black circle · e3 black circle · f3 branco peão | b6 preto peão · c6 black circle · b5 black circle · c5 black cross · e4 black cross · f4 black circle · e3 black circle · f3 branco peão | b6 preto peão · c6 black circle · b5 black circle · c5 black cross · e4 black cross · f4 black circle · e3 black circle · f3 branco peão | b6 preto peão · c6 black circle · b5 black circle · c5 black cross · e4 black cross · f4 black circle · e3 black circle · f3 branco peão | b6 preto peão · c6 black circle · b5 black circle · c5 black cross · e4 black cross · f4 black circle · e3 black circle · f3 branco peão | b6 preto peão · c6 black circle · b5 black circle · c5 black cross · e4 black cross · f4 black circle · e3 black circle · f3 branco peão | b6 preto peão · c6 black circle · b5 black circle · c5 black cross · e4 black cross · f4 black circle · e3 black circle · f3 branco peão | 3 |
| 2 | b6 preto peão · c6 black circle · b5 black circle · c5 black cross · e4 black cross · f4 black circle · e3 black circle · f3 branco peão | b6 preto peão · c6 black circle · b5 black circle · c5 black cross · e4 black cross · f4 black circle · e3 black circle · f3 branco peão | b6 preto peão · c6 black circle · b5 black circle · c5 black cross · e4 black cross · f4 black circle · e3 black circle · f3 branco peão | b6 preto peão · c6 black circle · b5 black circle · c5 black cross · e4 black cross · f4 black circle · e3 black circle · f3 branco peão | b6 preto peão · c6 black circle · b5 black circle · c5 black cross · e4 black cross · f4 black circle · e3 black circle · f3 branco peão | b6 preto peão · c6 black circle · b5 black circle · c5 black cross · e4 black cross · f4 black circle · e3 black circle · f3 branco peão | b6 preto peão · c6 black circle · b5 black circle · c5 black cross · e4 black cross · f4 black circle · e3 black circle · f3 branco peão | b6 preto peão · c6 black circle · b5 black circle · c5 black cross · e4 black cross · f4 black circle · e3 black circle · f3 branco peão | 2 |
| 1 | b6 preto peão · c6 black circle · b5 black circle · c5 black cross · e4 black cross · f4 black circle · e3 black circle · f3 branco peão | b6 preto peão · c6 black circle · b5 black circle · c5 black cross · e4 black cross · f4 black circle · e3 black circle · f3 branco peão | b6 preto peão · c6 black circle · b5 black circle · c5 black cross · e4 black cross · f4 black circle · e3 black circle · f3 branco peão | b6 preto peão · c6 black circle · b5 black circle · c5 black cross · e4 black cross · f4 black circle · e3 black circle · f3 branco peão | b6 preto peão · c6 black circle · b5 black circle · c5 black cross · e4 black cross · f4 black circle · e3 black circle · f3 branco peão | b6 preto peão · c6 black circle · b5 black circle · c5 black cross · e4 black cross · f4 black circle · e3 black circle · f3 branco peão | b6 preto peão · c6 black circle · b5 black circle · c5 black cross · e4 black cross · f4 black circle · e3 black circle · f3 branco peão | b6 preto peão · c6 black circle · b5 black circle · c5 black cross · e4 black cross · f4 black circle · e3 black circle · f3 branco peão | 1 |
|   | a | b | c | d | e | f | g | h |   |